# 785
Évszázadok: 7. század – 8. század – 9. század
Évtizedek: 730-as évek – 740-es évek – 750-es évek – 760-as évek – 770-es évek – 780-as évek – 790-es évek – 800-as évek – 810-es évek – 820-as évek – 830-as évek
Évek: 780 – 781 – 782 – 783 –  784 – 785 – 786 – 787 – 788 – 789 – 790

## Események

### Európa
- Folytatódik a szászok felkelése a frank uralom ellen. Nagy Károly az Elba torkolatához vezet hadjáratot, a jelentős ellenállást kifejteni nem tudó felkelők a folyón túlra húzódnak. Vezetőjük, Widukind tárgyalásokat kezdeményez és sértetlenségének garantálásáért cserébe leteszi a fegyvert. Karácsonykor Widukind és a szász vezetők megkeresztelkednek és hűségesküt tesznek Nagy Károlynak. A szász felkelés véget ér.
- Paderbornban zsinatot hívnak össze, ahol a szászok pogány hitének elnyomása céljából halálbüntetést írnak elő a bálványimádás minden formájára, a boszorkányokban való hitre és a boszorkányvadászokra.
- A frankok elfoglalják az ibériai móroktól Gironát és Urgellt.
- Hardrad türingiai gróf fellázad Nagy Károly ellen, de felkelését a következő évre leverik.
- Offa merciai király közvetlen uralma alá vonja Kent királyságát, rendeleteit helyi fejedelem említése nélkül, a maga nevében adja ki.
- Meghal III. Talorc pikt királya. Utóda Conall mac Taidg.

### Abbászida Kalifátus
- 43 éves korában mérgezésben meghal al-Mahdí kalifa. Egyik féltékeny ágyasa a rivális rabszolganőt akarta megmérgezni, de a preparált körtét a kalifa ette meg. Utóda legidősebb fia, a 25 éves al-Hádí. Al-Hádí az udvar nyomására öccsét, Hárún ar-Rásídot nevezi ki trónörökösnek, de valójában 7 éves fiát, Dzsafart szeretné utódjának, ezért megpróbálja rávenni Hárúnt hogy mondjon le; az inkább elmenekül a fővárosból.

### Távol-Kelet
- Az új főváros, Nagaoka-kjó építésének fő szervezőjét, Kanmu császár bizalmasát, Fudzsivara no Tanecugut nyíllal meggyilkolják. Az összeesküvésben gyanúsítottakat kivégzik vagy száműzik. A császár öccsét, Szavara herceg is gyanúba keveredik és száműzik, mert ellenezte a főváros áthelyezését. Az igazságtalan vádak miatt a herceg nem hajlandó enni és meghal még mielőtt elérne száműzetése helyére. Öt évvel később, 790-ben a császár felesége meghal és gyereke megbetegszik és az eseményekért Szavara nyugtalan szellemét okolják. Hogy megbékítsék, Kanmu (egyetlenként a japán történelemben) posztumusz trónörökössé majd császárrá nyilvánítja öccsét.
- Meghal Szondok, a koreai Silla királya. Utóda Vonszong.

## Születések
- Harald Klak, jütlandi király
- Paschasius Radbertus, frank teológus

## Halálozások
- Al-Mahdí, abbászida kalifa
- Ótomo no Jakamocsi, japán államférfi és költő
- Fudzsivara no Tanecugu, japán államférfi
- Edesszai Theophilosz, al-Mahdí kalifa udvari asztrológusa

## Fordítás
- Ez a szócikk részben vagy egészben  a(z)   785 című angol Wikipédia-szócikk ezen változatának fordításán alapul.  Az eredeti cikk szerkesztőit annak laptörténete sorolja fel. Ez a jelzés csupán a megfogalmazás eredetét és a szerzői jogokat jelzi, nem szolgál a cikkben szereplő információk forrásmegjelöléseként.